# Seven de Canadá 2021 (Vancouver)
El Seven de Canadá 2021 fue la sexta edición del Seven de Canadá y es el torneo que dio comienzo a la Serie Mundial Masculina de Rugby 7 2021. 
Se realizó entre el 18 y 19 de septiembre de 2021 en el Estadio BC Place en Vancouver, Canadá.

## Formato
Se dividen en tres grupos de cuatro equipos, cada grupo se resuelve con el sistema de todos contra todos a una sola ronda; la victoria otorga 3 puntos, el empate 2 y la derrota 1 punto.
Los dos equipos con más puntos en cada grupo y los dos mejores terceros avanzan a cuartos de final de la Copa. Los cuatro ganadores avanzan a semifinales de la Copa, y los cuatro perdedores a semifinales por el quinto puesto.
Los equipos con menos puntos en cada grupo y el peor tercero juegan la challenge trophy.

## Equipos participantes
| - Alemania - Canadá - Chile - España - Estados Unidos - Gran Bretaña | - Hong Kong - Irlanda - Jamaica - Kenia - México - Sudáfrica |

## Resultados

### Fase de grupos
- Todos los horarios corresponden al huso horario local: UTC-8.[2]

|  | Avanzan a cuartos de final. |

#### Grupo A
| Pos | Países    | Partidos | Partidos | Partidos | Partidos | Tantos | Tantos | Tantos | Pts |
| Pos | Países    | J        | G        | E        | P        | PF     | PC     | DP     | Pts |
| --- | --------- | -------- | -------- | -------- | -------- | ------ | ------ | ------ | --- |
| 1   | Sudáfrica | 3        | 3        | 0        | 0        | 120    | 21     | +99    | 9   |
| 2   | Kenia     | 3        | 2        | 0        | 1        | 76     | 45     | +31    | 7   |
| 3   | España    | 3        | 1        | 0        | 2        | 71     | 51     | +20    | 5   |
| 4   | México    | 3        | 0        | 0        | 3        | 7      | 157    | -150   | 3   |

| 18 de septiembre de 2021 | Kenia | 17 - 5 | España | Estadio BC Place, Vancouver |  |

| 18 de septiembre de 2021 | Sudáfrica | 53 - 0 | México | Estadio BC Place, Vancouver |  |

| 18 de septiembre de 2021 | Kenia | 45 - 7 | México | Estadio BC Place, Vancouver |  |

| 18 de septiembre de 2021 | Sudáfrica | 34 - 7 | España | Estadio BC Place, Vancouver |  |

| 18 de septiembre de 2021 | España | 59 - 0 | México | Estadio BC Place, Vancouver |  |

| 18 de septiembre de 2021 | Sudáfrica | 33 - 14 | Kenia | Estadio BC Place, Vancouver |  |

#### Grupo B
| Pos | Países       | Partidos | Partidos | Partidos | Partidos | Tantos | Tantos | Tantos | Pts |
| Pos | Países       | J        | G        | E        | P        | PF     | PC     | DP     | Pts |
| --- | ------------ | -------- | -------- | -------- | -------- | ------ | ------ | ------ | --- |
| 1   | Irlanda      | 3        | 2        | 1        | 0        | 74     | 21     | +53    | 8   |
| 2   | Gran Bretaña | 3        | 2        | 1        | 0        | 62     | 17     | +45    | 8   |
| 3   | Hong Kong    | 3        | 1        | 0        | 2        | 81     | 48     | +33    | 5   |
| 4   | Jamaica      | 3        | 0        | 0        | 3        | 5      | 136    | -131   | 3   |

| 18 de septiembre de 2021 | Irlanda | 17 - 14 | Hong Kong | Estadio BC Place, Vancouver |  |

| 18 de septiembre de 2021 | Gran Bretaña | 24 - 5 | Jamaica | Estadio BC Place, Vancouver |  |

| 18 de septiembre de 2021 | Irlanda | 50 - 0 | Jamaica | Estadio BC Place, Vancouver |  |

| 18 de septiembre de 2021 | Gran Bretaña | 31 - 5 | Hong Kong | Estadio BC Place, Vancouver |  |

| 18 de septiembre de 2021 | Hong Kong | 62 - 0 | Jamaica | Estadio BC Place, Vancouver |  |

| 18 de septiembre de 2021 | Gran Bretaña | 7 - 7 | Irlanda | Estadio BC Place, Vancouver |  |

#### Grupo C
| Pos | Países         | Partidos | Partidos | Partidos | Partidos | Tantos | Tantos | Tantos | Pts |
| Pos | Países         | J        | G        | E        | P        | PF     | PC     | DP     | Pts |
| --- | -------------- | -------- | -------- | -------- | -------- | ------ | ------ | ------ | --- |
| 1   | Estados Unidos | 3        | 3        | 0        | 0        | 88     | 31     | +57    | 9   |
| 2   | Canadá         | 3        | 2        | 0        | 1        | 62     | 48     | +14    | 7   |
| 3   | Alemania       | 3        | 1        | 0        | 2        | 48     | 62     | -14    | 5   |
| 4   | Chile          | 3        | 0        | 0        | 3        | 31     | 88     | -57    | 3   |

| 18 de septiembre de 2021 | Canadá | 24 - 5 | Alemania | Estadio BC Place, Vancouver |  |

| 18 de septiembre de 2021 | Estados Unidos | 33 - 5 | Chile | Estadio BC Place, Vancouver |  |

| 18 de septiembre de 2021 | Canadá | 19 - 14 | Chile | Estadio BC Place, Vancouver |  |

| 18 de septiembre de 2021 | Estados Unidos | 26 - 7 | Alemania | Estadio BC Place, Vancouver |  |

| 18 de septiembre de 2021 | Chile | 12 - 36 | Alemania | Estadio BC Place, Vancouver |  |

| 18 de septiembre de 2021 | Canadá | 19 - 29 | Estados Unidos | Estadio BC Place, Vancouver |  |

### Fase Final

#### Definición 9° puesto
|  | Semifinal | Semifinal | Semifinal |         |          | 9° puesto  | 9° puesto  | 9° puesto  |  |
|  |           |           |           |         |          |            |            |            |  |
|  |           |           |           |         |          |            |            |            |  |
|  | Alemania  | Alemania  | 41        |         |          |            |            |            |  |
|  | Alemania  | Alemania  | 41        |         |          |            |            |            |  |
|  | México    | México    | 0         |         |          |            |            |            |  |
|  | México    | México    | 0         |         | Alemania | Alemania   | 66         |            |  |
|  |           |           |           |         | Alemania | Alemania   | 66         |            |  |
|  |           |           | Jamaica   | Jamaica | 0        |            |            |            |  |
|  | Chile     | Chile     | Jamaica   | Jamaica | 0        | 5          |            |            |  |
|  | Chile     | Chile     |           |         |          | 5          |            |            |  |
|  | Jamaica   | Jamaica   | 10        |         |          | 11° puesto | 11° puesto | 11° puesto |  |
|  | Jamaica   | Jamaica   | 10        |         |          | 11° puesto | 11° puesto | 11° puesto |  |
|  |           |           |           |         |          |            |            |            |  |
|  |           |           |           |         |          | México     | México     | 0          |  |
|  |           |           |           |         |          | México     | México     | 0          |  |
|  |           |           |           |         |          | Chile      | Chile      | 34         |  |
|  |           |           |           |         |          | Chile      | Chile      | 34         |  |
|  |           |           |           |         |          |            |            |            |  |

#### Definición 5° puesto
|  | Semifinal      | Semifinal      | Semifinal |        |                | 5° puesto      | 5° puesto | 5° puesto |  |
|  |                |                |           |        |                |                |           |           |  |
|  |                |                |           |        |                |                |           |           |  |
|  | Hong Kong      | Hong Kong      | 10        |        |                |                |           |           |  |
|  | Hong Kong      | Hong Kong      | 10        |        |                |                |           |           |  |
|  | Estados Unidos | Estados Unidos | 24        |        |                |                |           |           |  |
|  | Estados Unidos | Estados Unidos | 24        |        | Estados Unidos | Estados Unidos | 26        |           |  |
|  |                |                |           |        | Estados Unidos | Estados Unidos | 26        |           |  |
|  |                |                | Canadá    | Canadá | 7              |                |           |           |  |
|  | Canadá         | Canadá         | Canadá    | Canadá | 7              | 33             |           |           |  |
|  | Canadá         | Canadá         |           |        |                | 33             |           |           |  |
|  | España         | España         | 19        |        |                | 7° puesto      | 7° puesto | 7° puesto |  |
|  | España         | España         | 19        |        |                | 7° puesto      | 7° puesto | 7° puesto |  |
|  |                |                |           |        |                |                |           |           |  |
|  |                |                |           |        |                | Hong Kong      | Hong Kong | 19        |  |
|  |                |                |           |        |                | Hong Kong      | Hong Kong | 19        |  |
|  |                |                |           |        |                | España         | España    | 7         |  |
|  |                |                |           |        |                | España         | España    | 7         |  |
|  |                |                |           |        |                |                |           |           |  |

#### Copa de oro
|  | Cuartos de final | Cuartos de final | Cuartos de final |           |              | Semifinales  | Semifinales | Semifinales |              |              | Copa         | Copa         | Copa |  |
|  |                  |                  |                  |           |              |              |             |             |              |              |              |              |      |  |
|  |                  |                  |                  |           |              |              |             |             |              |              |              |              |      |  |
|  | Irlanda          | Irlanda          | 12               |           |              |              |             |             |              |              |              |              |      |  |
|  | Irlanda          | Irlanda          | 12               |           |              |              |             |             |              |              |              |              |      |  |
|  | Hong Kong        | Hong Kong        | 7                |           |              |              |             |             |              |              |              |              |      |  |
|  | Hong Kong        | Hong Kong        | 7                |           | Irlanda      | Irlanda      | 5           |             |              |              |              |              |      |  |
|  |                  |                  |                  |           | Irlanda      | Irlanda      | 5           |             |              |              |              |              |      |  |
|  |                  |                  | Kenia            | Kenia     | 38           |              |             |             |              |              |              |              |      |  |
|  | Estados Unidos   | Estados Unidos   | Kenia            | Kenia     | 38           | 14           |             |             |              |              |              |              |      |  |
|  | Estados Unidos   | Estados Unidos   |                  |           |              |              |             |             |              |              |              |              |      |  |
|  | Kenia            | Kenia            | 19               |           |              |              |             |             |              |              |              |              |      |  |
|  | Kenia            | Kenia            | 19               |           |              |              |             |             |              | Kenia        | Kenia        | 5            |      |  |
|  |                  |                  |                  |           |              |              |             |             |              | Kenia        | Kenia        | 5            |      |  |
|  |                  |                  | Sudáfrica        | Sudáfrica | 38           |              |             |             |              |              |              |              |      |  |
|  | Gran Bretaña     | Gran Bretaña     | Sudáfrica        | Sudáfrica | 38           | 31           |             |             |              |              |              |              |      |  |
|  | Gran Bretaña     | Gran Bretaña     |                  |           |              |              |             |             |              |              |              |              |      |  |
|  | Canadá           | Canadá           | 5                |           |              |              |             |             |              |              |              |              |      |  |
|  | Canadá           | Canadá           | 5                |           | Gran Bretaña | Gran Bretaña | 12          |             |              | Tercer lugar | Tercer lugar | Tercer lugar |      |  |
|  |                  |                  |                  |           | Gran Bretaña | Gran Bretaña | 12          |             |              | Tercer lugar | Tercer lugar | Tercer lugar |      |  |
|  |                  |                  | Sudáfrica        | Sudáfrica | 26           |              |             |             |              |              |              |              |      |  |
|  | Sudáfrica        | Sudáfrica        | Sudáfrica        | Sudáfrica | 26           | 54           |             |             | Gran Bretaña | Gran Bretaña | 24           |              |      |  |
|  | Sudáfrica        | Sudáfrica        |                  |           |              |              |             |             | Gran Bretaña | Gran Bretaña | 24           |              |      |  |
|  | España           | España           | 5                |           |              |              |             |             |              |              | Irlanda      | Irlanda      | 14   |  |
|  | España           | España           | 5                |           |              |              |             |             |              |              | Irlanda      | Irlanda      | 14   |  |
|  |                  |                  |                  |           |              |              |             |             |              |              |              |              |      |  |

| Bandera de Sudáfrica   |
| Campeón Sudáfrica      |
| 1º título del circuito |